# Аптроним
Атроним, аптоним или еуоним је лично име које је прикладно или посебно прилагођено свом власнику.

## Историја
Енциклопедија Британика приписује термин Френклину П. Адамсу, писцу који га је сковао као анаграм патронима, да би нагласио као “прикладан“.
Према Франк Нуесел-у, у Студији имена (1992), аптоним је термин који се користи за „људе чија имена и занимања или ситуације (нпр. радно место) имају блиску кореспонденцију.“
У књизи Шта је у имену? (1996), аутор Пол Диксон цитира дугачку листу аптронима коју је првобитно саставио професор Луис П. Липсит са Универзитета Браун. Психолог Карл Јунг је у својој књизи Синхроницитет написао да постоји „понекад прилично гротескна коинциденција између имена човека и његових особености“.
Номинативни детерминизам је хипотеза која сугерише узрочну везу засновану на идеји да људе привлаче области рада које одговарају њиховом имену.

## Значајни примери
Јулес Ангст, швајцарски професор психијатрије, који је објавио радове о анксиозности (ангст)
Мајкл Бол, енглески фудбалер
Колин Бас, британски басиста у рок бенду Камел
Ланце Басс, бас певач америчког поп бенда НСИНЦ
Мики Бас, амерички басиста и музичар
Лејн Бичли, аустралијски бивши светски шампион у сурферу
Александар Грејем Бел, проналазач телефона
Берт "Тито" Бевериџ, оснивач Титове водке
Ијан Бишоп, епископ енглеске цркве
Доктор Вилард Блис, лекар који је лечио председника Џејмса А. Гарфилда
Џон Блоу, енглески оргуљаш у Вестминстерској опатији
Јусеин Болт, јамајчански спринтер